# Cantone di Troyes-2
Il Cantone di Troyes-2 era una divisione amministrativa dell'arrondissement di Troyes.
A seguito della riforma approvata con decreto del 21 febbraio 2014, che ha avuto attuazione dopo le elezioni dipartimentali del 2015, è stato soppresso.
Contestualmente è stato istituito un nuovo cantone con lo stesso nome, ma con differente delimitazione.

## Composizione
Comprendeva parte della città di Troyes e i comuni di:
- Creney-près-Troyes
- Lavau
- Mergey
- Pont-Sainte-Marie
- Saint-Benoît-sur-Seine
- Sainte-Maure
- Vailly
- Villacerf